# パメラ・フランク
パメラ・フランク（Pamela Frank, 1967年6月20日 - ）はアメリカ合衆国のヴァイオリニスト。ソリストとしての活動に加えて、室内楽奏者としても名を馳せている。

## 略歴
ニューヨーク・シティに生まれる。父クロード・フランクも母リリアン・カリールも共にピアニストであった。ヴァイオリンをシャーリー・ギヴンズに師事するが、大半の児童とは異なり、鈴木メソッドによる早期教育は受けていない。5歳からヴァイオリンを始め11年間ギヴンズ門下で学んだ後、更にシモン・ゴールドベルク及びハイメ・ラレードに師事し研鑽を深めた。1985年に演奏活動に入り、アレクサンダー・シュナイダーの指揮とニューヨーク弦楽合奏団との共演でカーネギー・ホールにデビューした。
1987年カーティス音楽院を卒業。
1999年にはエイヴリー・フィッシャー賞を女性として初めて授与され、アメリカで最も名誉ある器楽奏者の一人と認められた。
現在はジョンズ・ホプキンズ大学ピーボディ音楽学校や、カーティス音楽院、ニューヨーク州立大学ストーニー・ブルック校で教鞭を執る。
ヴァイオリニストのアンディ・シミオネスクと結婚した。
2012年よりユーディ・メニューイン国際コンクールの審査員を務める。
理学療法士（Physical therapist）のハワード・ネルスンと結婚。
独奏者として、ベートーヴェンやブラームスのヴァイオリン・ソナタ全集や、ドヴォルザークの《ヴァイオリン協奏曲》、モーツァルトのヴァイオリン協奏曲全集を録音しているほか、室内楽奏者としては、ショパンの《ピアノ三重奏曲》やシューベルトの《ピアノ五重奏曲「鱒」》の録音にも参加している。